# Jan Koltze

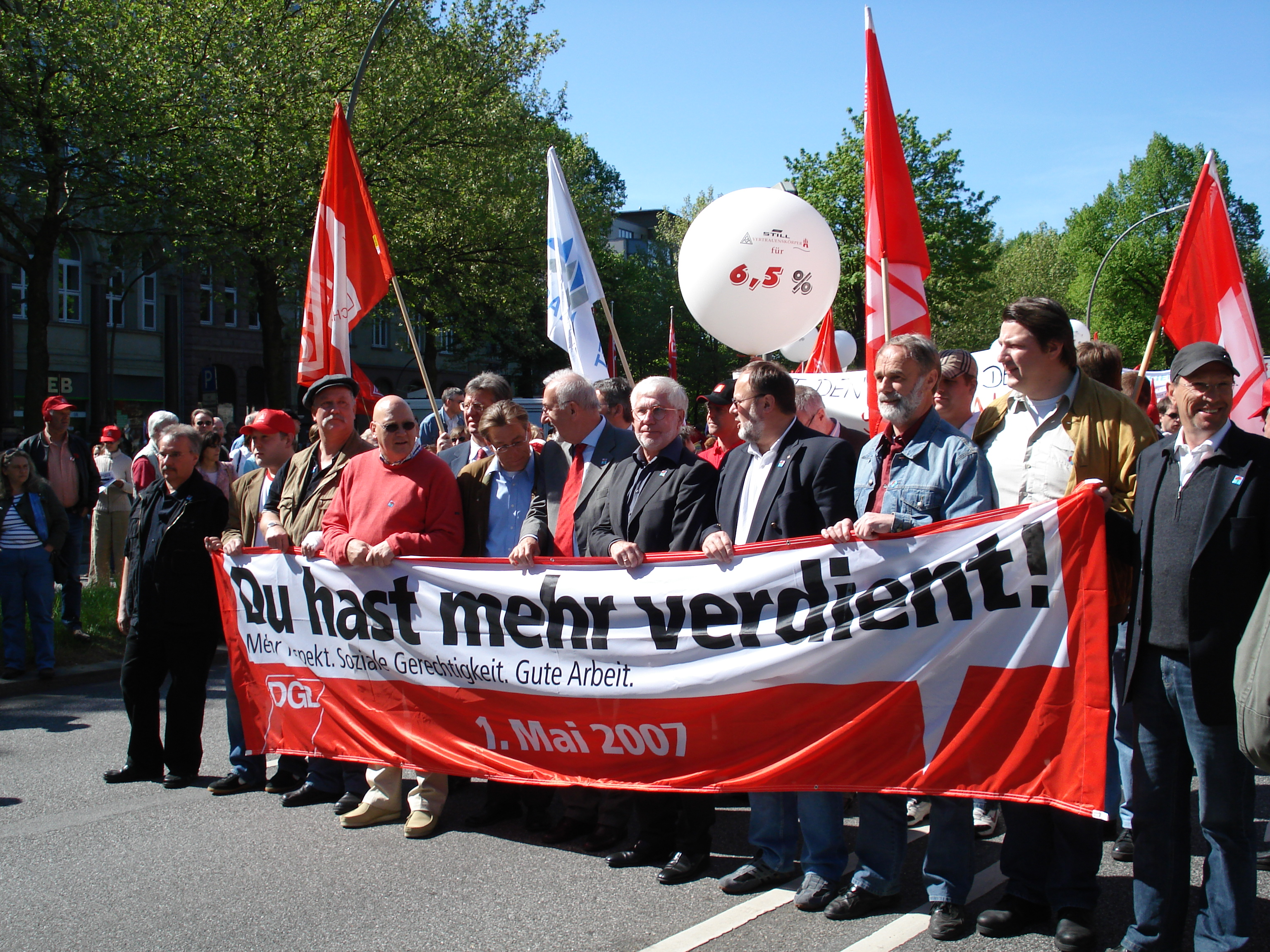
Jan Koltze (zweiter von rechts) bei der Mai-Demonstration in Hamburg 2007

Jan Koltze (* 7. Mai 1963 in Hamburg) ist ein deutscher Gewerkschafter und Politiker (SPD). Er ist seit 2020 Mitglied der Hamburgischen Bürgerschaft.

## Berufliches und Privates
Koltze wuchs in Hamburg-Marmstorf auf und erlangte das Abitur am Gymnasium Sinstorf. Nach einem nicht abgeschlossenen Studium der Betriebswirtschaftslehre an der Universität Hamburg absolvierte er eine Ausbildung zum Energieanlagenelektroniker bei der Norddeutschen Affinerie, die er 1988 abschloss. Nachdem er dort zwei Jahre lang in diesem Beruf tätig gewesen war, begann er 1990 als Gewerkschaftssekretär bei der IG Chemie-Papier-Keramik zu arbeiten, die 1997 zur IG Bergbau, Chemie, Energie fusioniert wurde. Seit 2005 leitet er den Bezirk Hamburg/Harburg der IG Bergbau, Chemie, Energie. Er ist seit 2007 Vorstandsmitglied des GBI Großhamburger Bestattungsinstitut.
Er ist geschieden, hat zwei Töchter und wohnt in Hamburg-Altona-Altstadt.

## Politik
Koltze trat 1990 der SPD bei. Bei der Bürgerschaftswahl 2020 kandidierte er auf Platz 11 der Landesliste und zog in die Hamburgische Bürgerschaft ein. In der 22. Wahlperiode ist er Mitglied im Ausschuss für Soziales, Arbeit und Integration und im Ausschuss für Wirtschaft und Innovation. Außerdem ist er Sprecher der SPD-Bürgerschaftsfraktion für Arbeitsmarkt und Gewerkschaften.